# E-2 Hawkeye

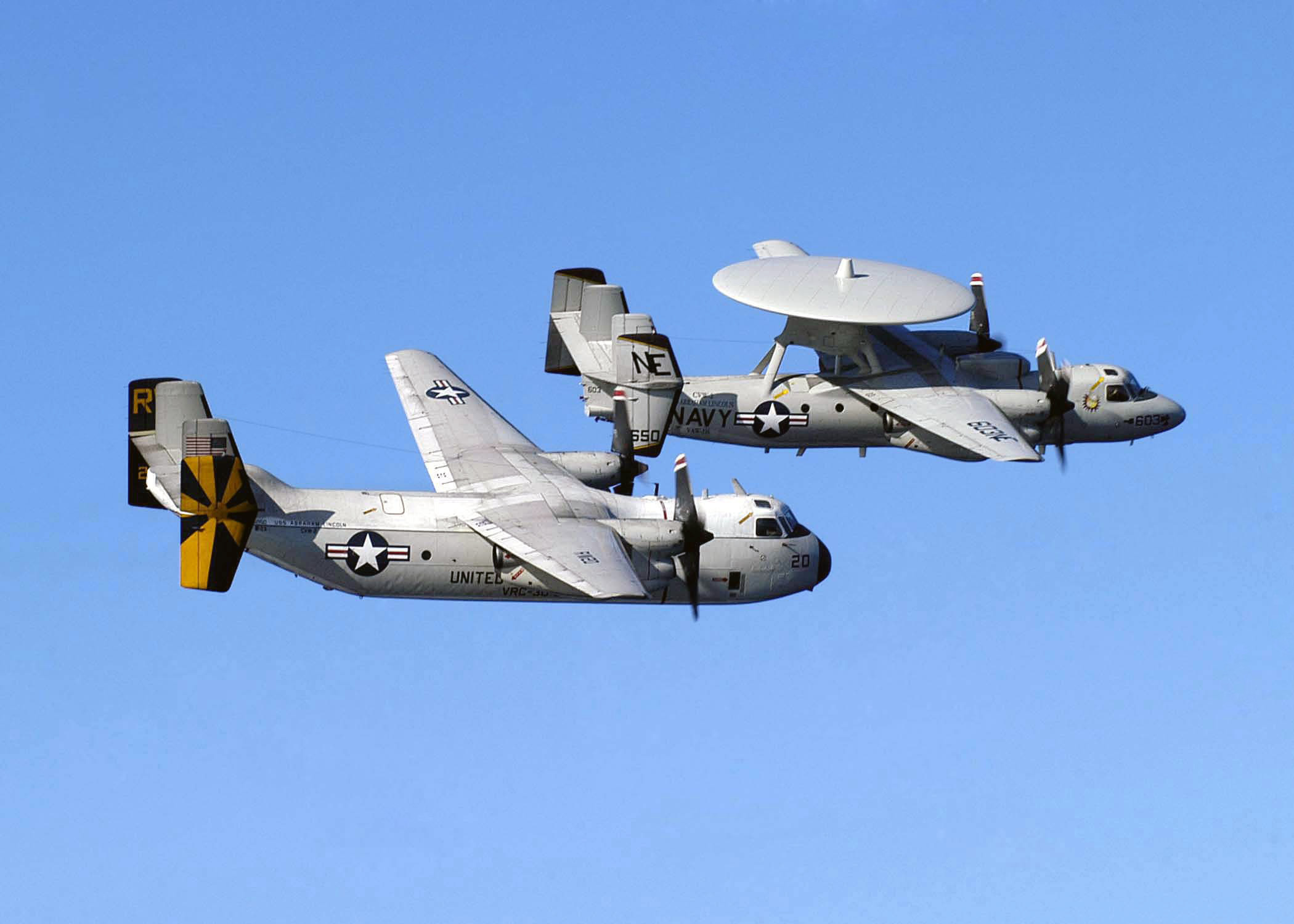
Zeldzame foto. E-2C Hawkeye en de transportversie C-2A Greyhound

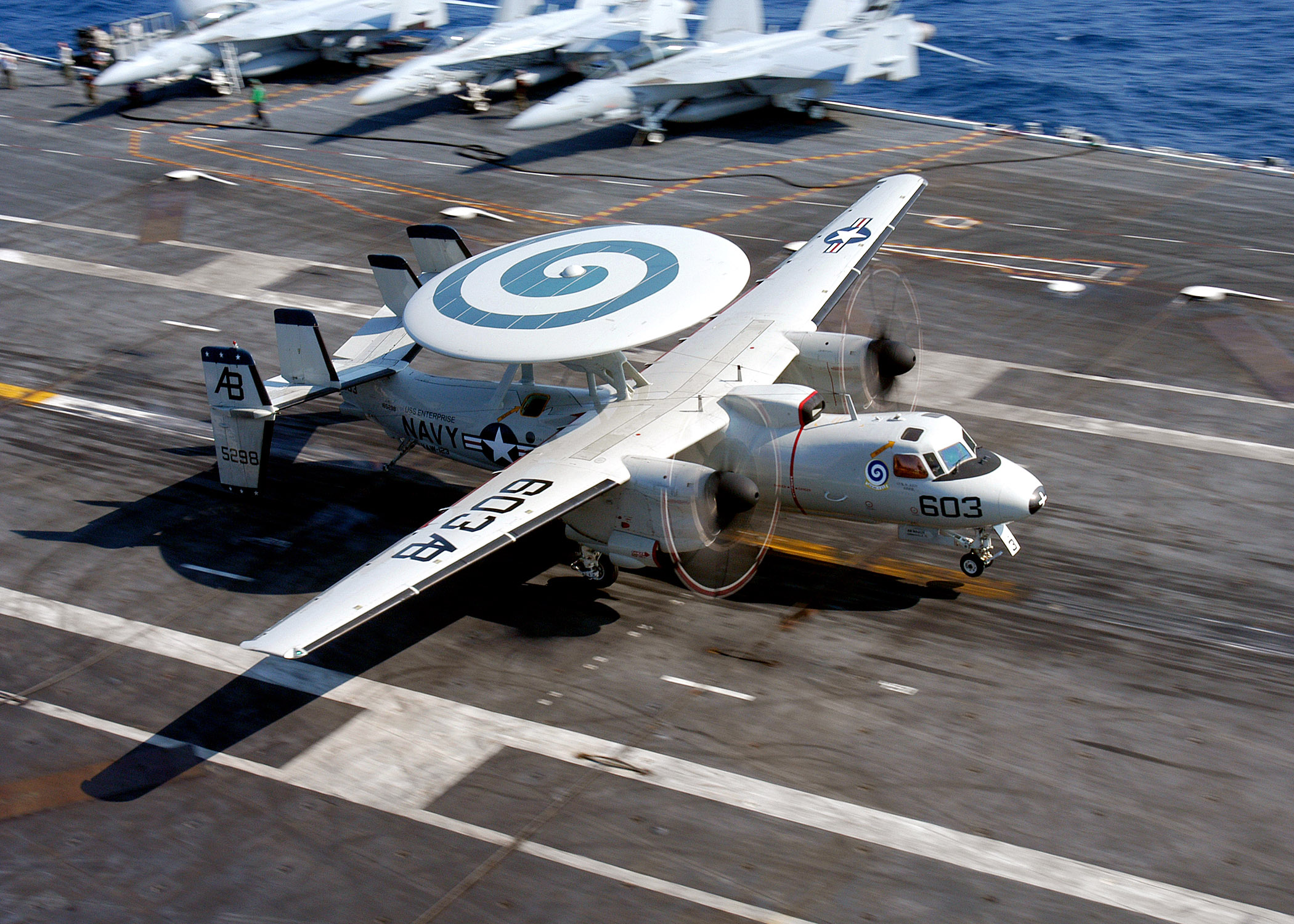
Een Hawkeye van de VAW-123 Screwtops

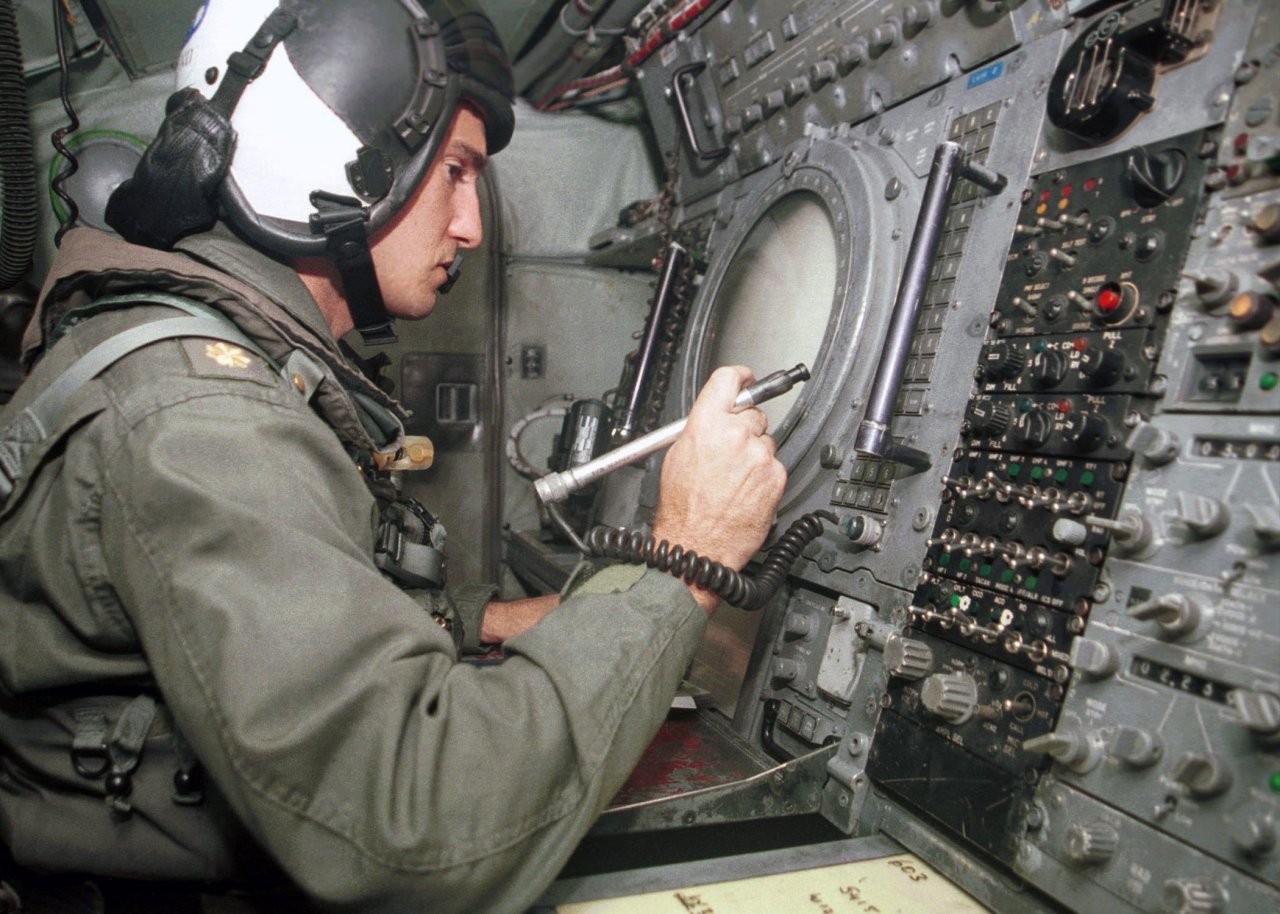
Een CIC werkpositie

De Northrop Grumman E-2C Hawkeye is een Amerikaans maritiem AWACS-vliegtuig dat vanaf vliegdekschepen zijn werk verricht. Het is ontwikkeld door Grumman en wordt gebouwd door Northrop Grumman. De naam betekent haviksoog.
Oorspronkelijk was het toestel alleen bestemd voor airborne early warning (AEW). Hierbij voerde het patrouillevluchten uit aan de uiterste rand van het operatiegebied van de carrier gevechtsgroep waartoe het behoorde. In geval van dreiging vanuit de lucht bracht de E-2 bemanning dan onderscheppingsjagers als de, inmiddels uitgefaseerde, Grumman F-14 Tomcat op de juiste koers om de dreiging te onderscheppen.
Naast all-weather airborne early warning vervult het toestel tegenwoordig ook andere taken:
- command & control functies voor de carrier gevechtsgroep
- coördinatie bij het bewaken van een zeegebied
- coördinatie tijdens aanvallen en onderscheppingen
- search and rescue coördinatie
- vliegend verbindingsstation

Het ontwerp is gemakkelijk herkenbaar aan de op de gedrongen romp gebouwde radome, waarin de radarantenne is opgenomen, en aan zijn aparte staart. Het toestel is uitgerust met twee dreunende Allison T56A turboprops en ontleent daaraan ook zijn bijnaam de "Hummer".
De E-2 was succesvol op de exportmarkt; het toestel doet eveneens dienst bij de luchtmacht van Israël, Japan, Egypte, Singapore, Taiwan en bij de Franse marine. Ook Griekenland heeft belangstelling voor dit toestel.
E-2's worden ook in samenwerking met de Amerikaanse politiediensten zeer effectief in Midden-Amerika ingezet ter bestrijding van de verspreiding van drugs.
De E-2C Hawkeye werd in 1973 operationeel en heeft diverse upgrades ondergaan. Het wordt vanaf 2010 vervangen door de E-2D Advanced Hawkeye (AHE).
Een variant van de E-2 is de C-2A(R) Greyhound. Dit is een nieuwere versie van het C-2A Greyhound transportvliegtuig. Het is de bedoeling dat deze toestellen door verschillende modernisaties zeker tot 2027 operationeel blijven.

## Bemanning
De bemanning bestaat uit vijf personen in een drukcabine, het Combat Information Center (CIC).
- de gezagvoerder, tevens vliegtuigcommandant
- de vlieger
- de CIC officer (CICO), de missiecommandant
- de radar operator (RO), verantwoordelijk voor het radarsysteem
- de aircontrol officer (ACO), verantwoordelijk voor radiocommunicatie

Het CIC heeft drie naar bakboord (links) gerichte consoles met elk een ronde radarscoop. In de praktijk werken de CICO, RO en ACO allen in de radarobservatie en aircontrol rol. Vanwege de lange missieduur (meer dan 12 uur) werd het CIC voorzien van een toilet.

## Indeling
Per carrier gevechtsgroep is altijd permanent een squadron bestaande uit vier vliegtuigen ingedeeld, maar afhankelijk van de wereldsituatie kan dit aantal worden uitgebreid.
Hier volgt de actuele indeling van de operationele E-2C squadrons.
| Squadron | Naam               | Gelegerd              | Ingedeeld bij                       |
| -------- | ------------------ | --------------------- | ----------------------------------- |
| VAW-77   | Nightwolves        | NAS Atlanta           | Carrier Airwing Reserve 20 (CVW-20) |
| VAW-78   | Fighting Escargots | Naval Station Norfolk | Opgeheven 2005                      |
| VAW-112  | Goldhawks          | NAS Fallon            | Carrier Airwing 9 (CVW-9)           |
| VAW-113  | Black Eagles       | NAS Point Mugu        | CVW-14                              |
| VAW-115  | Liberty Bells      | NAS Atsugi            | CVW-5                               |
| VAW-116  | Sun Kings          | NAS Point Mugu        | CVW-2                               |
| VAW-117  | Wallbangers        | NAS Point Mugu        | CVW-11                              |
| VAW-120  | Greyhawks          | Naval Station Norfolk | Training unit                       |
| VAW-121  | Bluetails          | Naval Station Norfolk | CVW-7                               |
| VAW-123  | Screwtops          | Naval Station Norfolk | CVW-1                               |
| VAW-124  | Bear Aces          | Naval Station Norfolk | CVW-8                               |
| VAW-125  | Tiger Tails        | Naval Station Norfolk | CVW-17                              |
| VAW-126  | Seahawks           | Naval Station Norfolk | CVW-3                               |

## Geschiedenis
Het door de firma Grumman ontwikkelde Model 123 werd door de US Navy in 1957 uitgekozen als opvolger van de op dat moment operationele Grumman WF-2 Tracer. De W2F-1 - later bekend als E-2A Hawkeye - werd het eerste toestel dat specifiek voor airborne early warning-taken was ontworpen.
De eerste prototypevlucht was in oktober 1960 en de eerste prototype vlucht in volledige configuratie vond plaats in april 1961.
Het toestel werd voorzien van twee Allison T56 turboprops die toen ook in de Lockheed P-3 Orion en in het Lockheed C-130 Hercules vrachtvliegtuig werden gebruikt.
De Hawkeye was uitgerust met een voor die tijd geavanceerd General Electric AN/APS-96 radarsysteem waarvan de antenne in een nieuwe schotelvormige draaiende constructie met een diameter van 7,31 meter was gemonteerd; de radome.
E-2A; de eerste exemplaren werden in 1964 afgeleverd. Er werden totaal 59 toestellen van geleverd. In eerste instantie leek het toestel een succes maar al snel bleek dat het niet geheel aan de operationele eisen voldeed. Daarom werd de productie al in 1965 gestaakt. De E-2A avionica was zeer capabel als het systeem eenmaal werkte, maar het opstarten van het computersysteem bleek een zwak punt. Ook was de romp uitermate vatbaar voor corrosie. Een ernstige tekortkoming voor een toestel dat vanaf een vliegdekschip moest opereren. De gehele E-2A Hawkeye vloot kreeg hierdoor een startverbod.
C-2A Greyhound; de in 1968 ontwikkelde transportversie zonder AEW-systemen en rotodome, ingericht op vervoer van lading en 26 passagiers van en naar de vliegdekschepen. Het heeft dezelfde vleugels en motoren als de E-2, maar de romp is breder en is achteraan voorzien van een laadklep
E-2B; Grumman zette echter vaart achter de oplossing van de problematiek en dit resulteerde in een nieuwe verbeterde versie de E-2B. Dit toestel had andere en modernere systemen gebaseerd op de digitale computer Litton L-304. De eerste E-2B vloog in februari 1969 en in 1971 waren totaal 49 E-2A’s naar E-2B-standaard gebracht.
TE-2A; vier andere E-2A-toestellen werden omgebouwd tot TE-2A-lesvliegtuig en de overige werden voor tests gebruikt. De E-2B was een tijdelijke noodoplossing want intussen was het Preplanned Product Improvement (PPI)" in 1968 goedgekeurd waarmee de Hawkeye zodanig werd verbeterd dat het zijn uiteindelijke E-2C standaard bereikte.
E-2C; in april 1973 werd de eerste vlucht met de E-2C uitgevoerd. Het toestel bleef ongewijzigd tot 1978.
In 1978 werd de introductie van het AN/APS-125 Advanced Radar Processing System op de E-2C doorgevoerd.
In 1984 werd dit systeem opgevolgd door de AN/APS-138; een nieuwe standaard die bekend werd onder de aanduiding Basic E-2C group 0. Een groot deel van de E-2C’s van dat moment werd uitgefaseerd en er bleven slechts 53 operationeel in de nieuwe group 0 configuratie.
In 1988 volgde een verbetering met T56-A-427-motoren die alle beperkingen, die waren ontstaan door een groter gewicht vanwege de nieuw ingevoerde systemen, meteen ophieven. Deze standaard werd bekend onder de aanduiding E-2C group 1. Hiervan werden 18 toestellen gebouwd. Ook omvatte de nieuwe standaard de invoering van de verbeterde AN/APS-139-radar. Middels een zeer snelle processor werd de operationele capaciteit van het systeem verdubbeld.
In 1990 werd de standaard E-2C group 2 bereikt. De nieuwe AN/APS-145-radar had geen last meer van beeldverlies, track overload en beeldstoringen die boven land optreden en bekendstaan als clutter. Ook betekende dit een vergroot radar- en IFF-bereik, het kunnen volgen van meerdere doelen tegelijk, en het verbeteren van de herkenbaarheid van doelen door invoering van radarkleurenmonitors.
Alle 18 gebouwde Group 1-toestellen werden naar de Group 2-configuratie gebracht. De Group 1- en Group 2-toestellen worden ook wel aangeduid als E-2C+.
E-2D; Advanced Hawkeye. Zesde generatie E-2, vanaf 2010 geleverd aan de Amerikaanse marine. Ook de Franse marine heeft interesse.